# Mezőkövesd
Mezőkövesd [ˈmɛzøːkøvɛʒd] ist eine ungarische Stadt im gleichnamigen Kreis im Komitat Borsod-Abaúj-Zemplén.

## Geografische Lage
Mezőkövesd liegt in Nordungarn, 37 Kilometer südwestlich des Komitatssitzes Miskolc, an dem Fluss Hór-patak.

## Geschichte
In Mezőkövesd-Mocsolyás wurde eine Siedlung der neolithischen Alföld-Linearkeramischen Kultur (Szatmár-Gruppe) ausgegraben.
Im Jahr 1913 gab es in der damaligen Großgemeinde 3443 Häuser und 17.202 Einwohner auf einer Fläche von 16.937 Katastraljochen. Sie gehörte zu dieser Zeit zum Bezirk Mezőkövesd im Komitat Borsod.

## Sehenswürdigkeiten
- Heimatmuseum (Tájház)
- Landwirtschaftsmaschinenmuseum (Hajdu Ráfis János Mezőgazdasági Gépmúzeum )
- Matyó-Museum (Matyó Múzeum) zur Volkskunst Matyó hímzés
- Reformierte Kirche
- Römisch-katholische Kirche Szent László, mit Fresken von István Takács
- Römisch-katholische Kirche Jézus Szíve
- Städtische Galerie (Városi Galéria)
- Traditionelle Matyó-Bauernhäuser
- Zsóry-Heilbad (Zsóry Gyógy- és Strandfürdő)

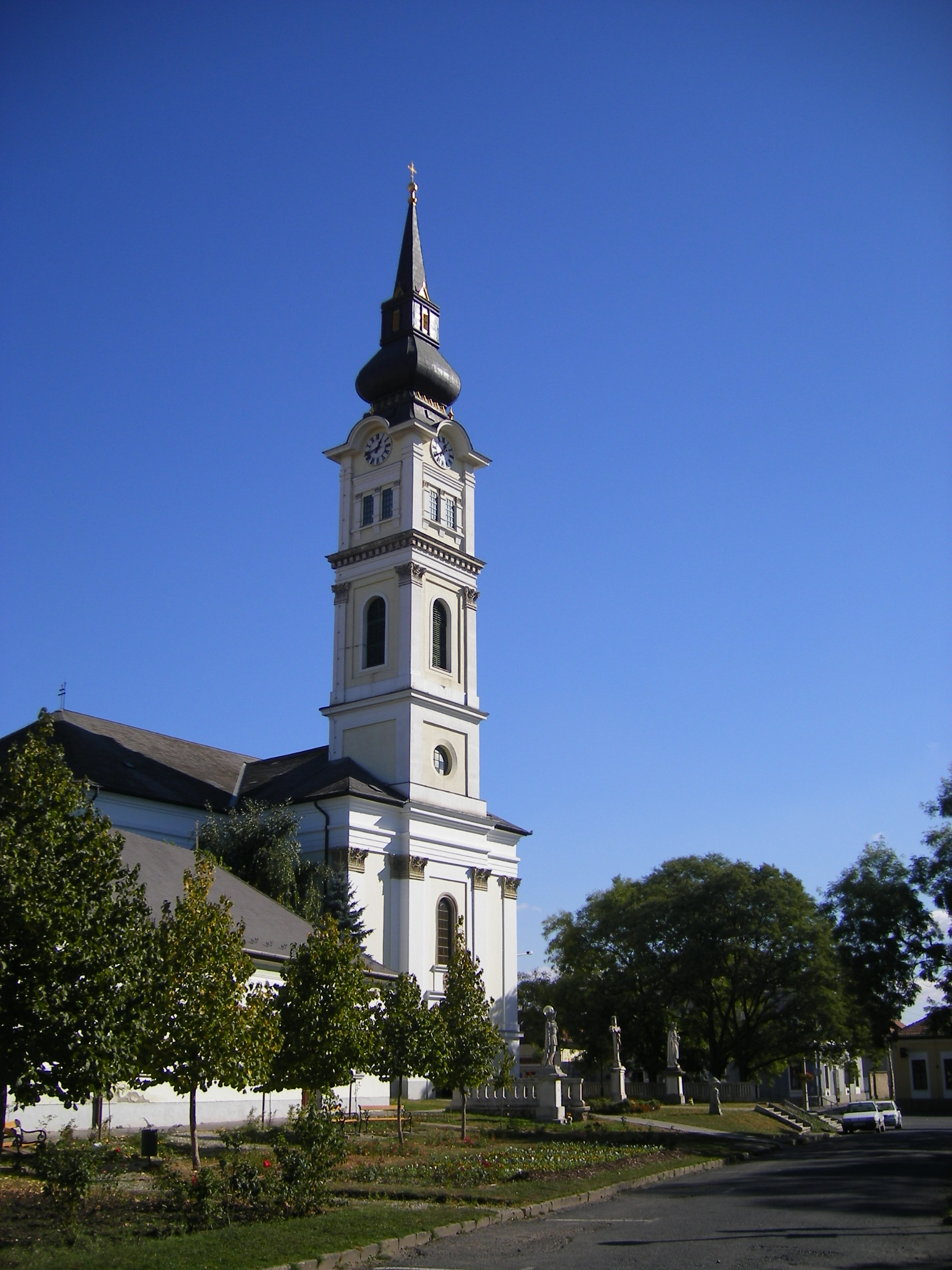
Kirche Szent László
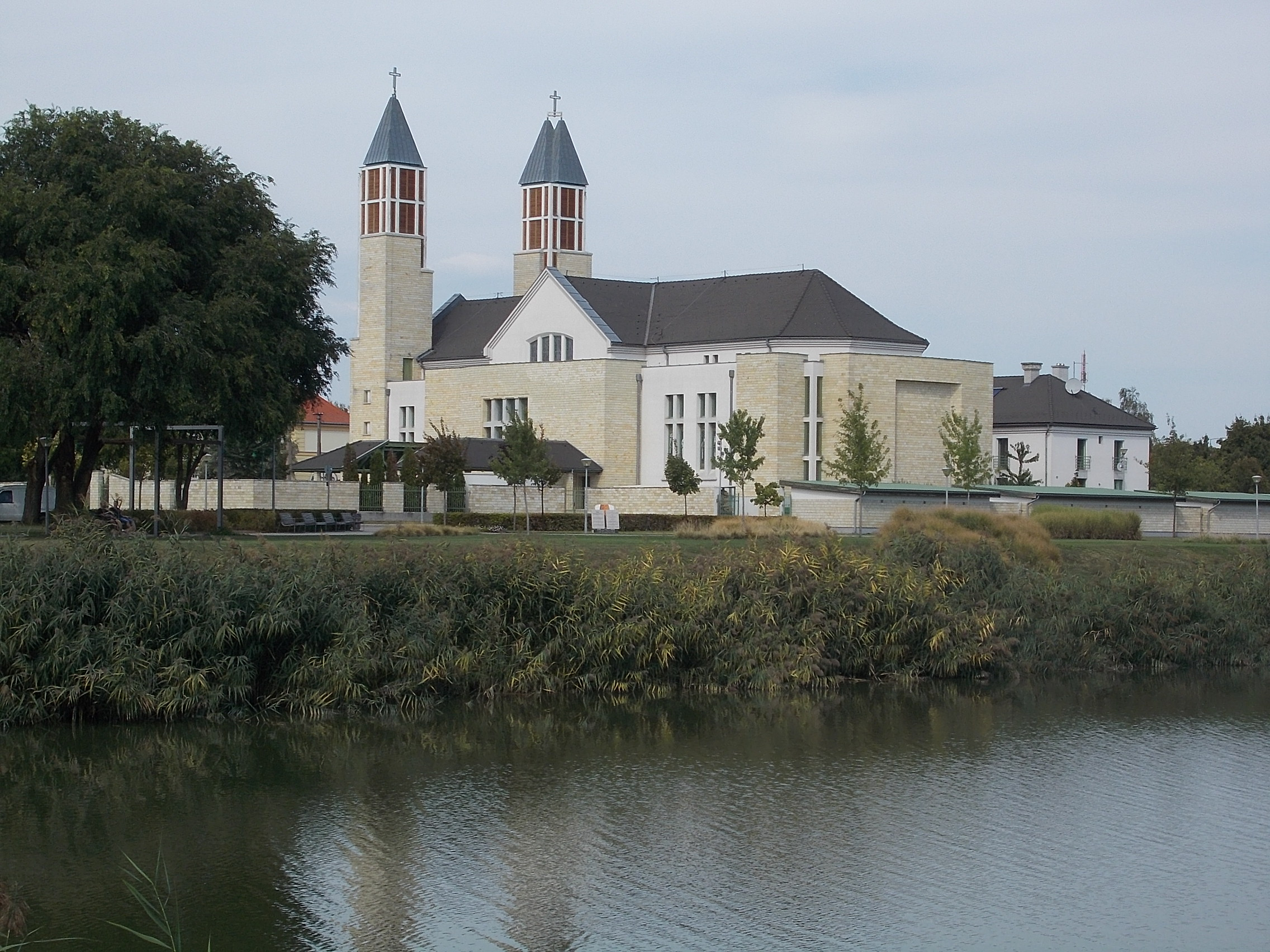
Kirche Jézus Szíve
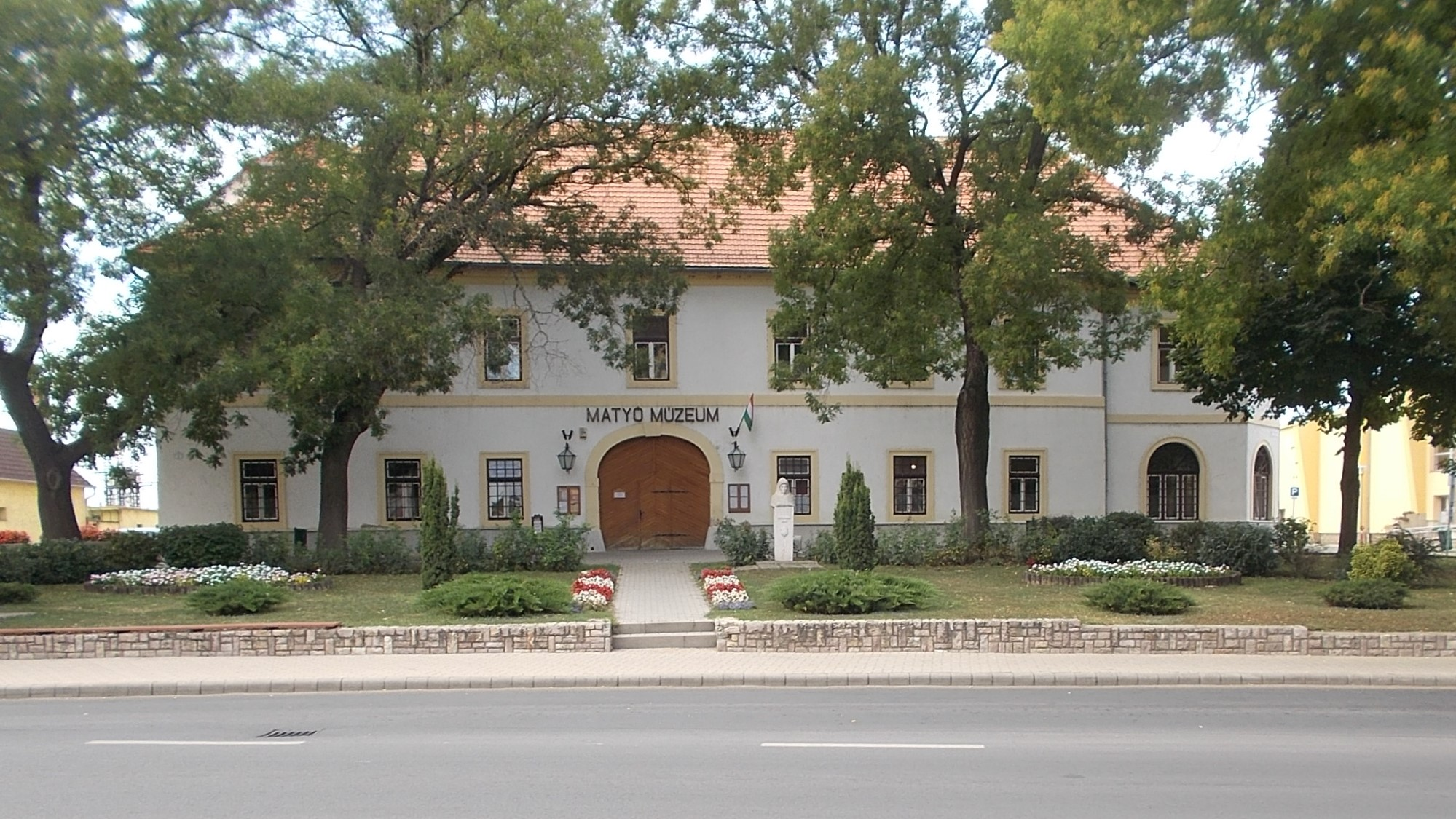
Matyó-Museum
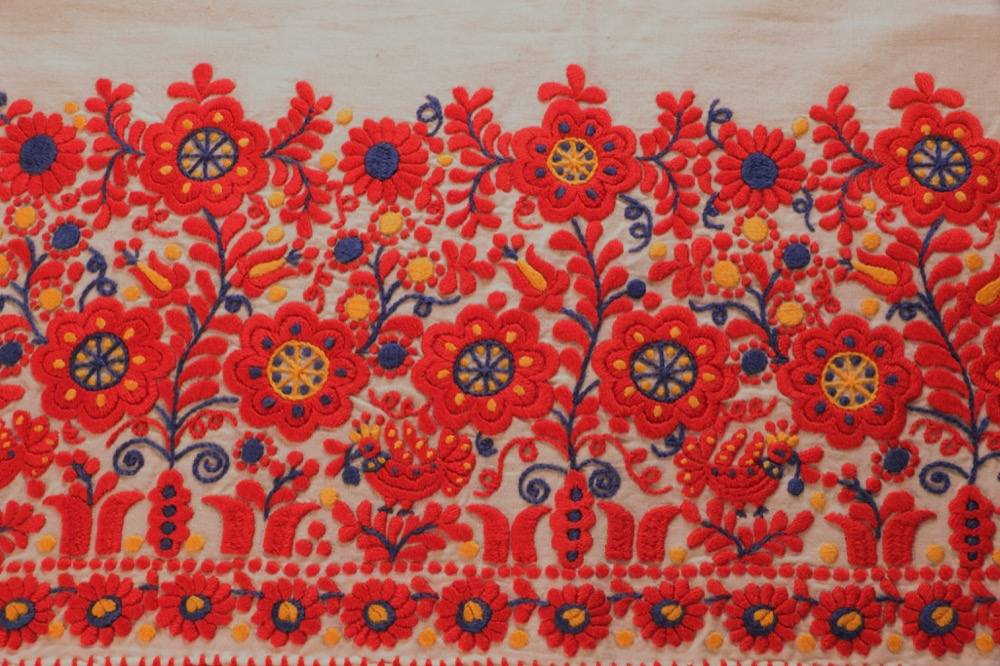
Matyó hímzés (Matyó-Stickerei)
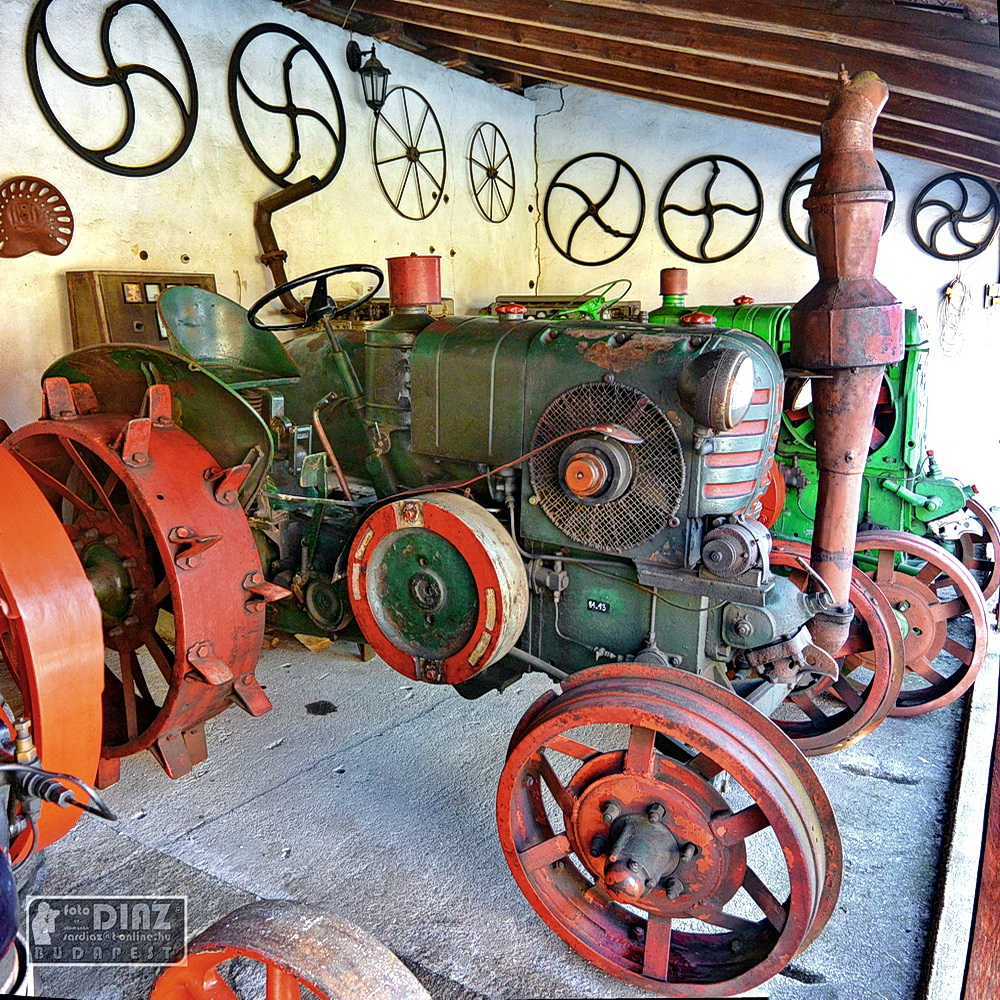
Traktor im Landwirtschaftsmaschinenmuseum

## Sport
Die Fußballmannschaft von Mezőkövesd-Zsóry spielt in der Saison 2016/17 in der Nemzeti Bajnokság, der 1. Liga Ungarns.

## Städtepartnerschaften
- Wynohradiw, Ukraine (ungar. Nagyszőllős)
- Suplacu de Barcău, Rumänien (ungar. Dója-Berettyószéplak)
- Târgu Secuiesc, Rumänien (ungar. Kézdivásárhely)
- Bad Salzungen, Deutschland
- Rüdesheim am Rhein, Deutschland
- Żory, Polen

## Söhne und Töchter der Stadt
- Csézy (Erzsébet Csézi), (* 1979), Sängerin
- József Jacsó (* 1962), Gewichtheber